# Bisdom Wilmington
Het bisdom Wilmington (Latijn: Dioecesis Wilmingtoniensis ; Engels: Diocese of Wilmington) is een Amerikaans rooms-katholiek bisdom in de Verenigde Staten, met zetel in Wilmington. Het bisdom is suffragaan aan het aartsbisdom Baltimore, waartoe ook de bisdommen Arlington, Richmond en Wheeling-Charleston behoren.
Het bisdom werd opgericht in 1868 uit delen van het aartsbisdom Baltimore en het bisdom Philadelphia.

## Geografie
Het bisdom Wilmington omvat de Staat Delaware en verder in de staat Maryland de gebieden Caroline County, Cecil County, Dorchester County, Kent County, Queen Anne's County, Somerset County, Talbot County, Wicomico County en Worcester County.

## Bisschoppen

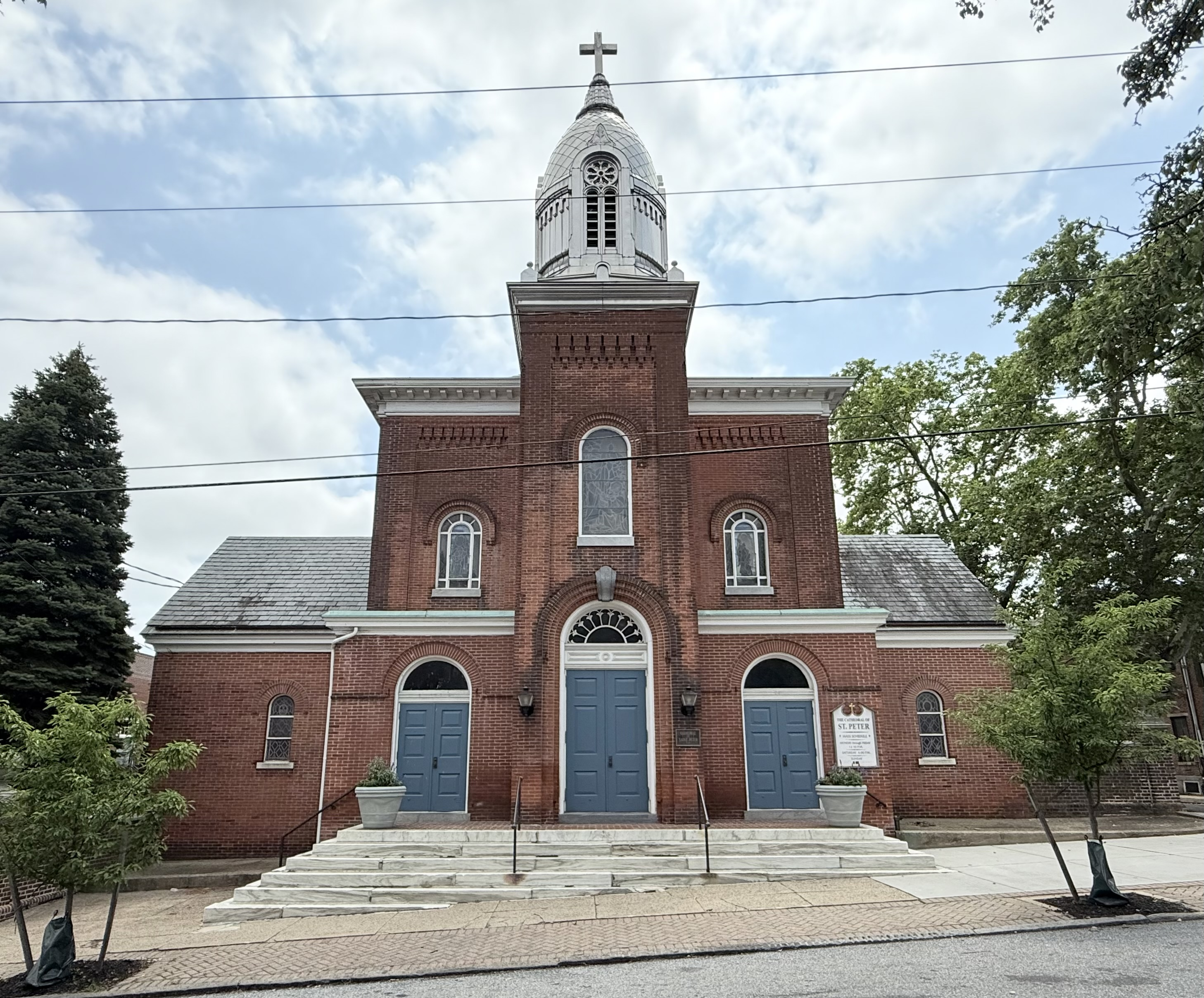
Kathedraal van Wilmington

- 1868–1886: Thomas Andrew Becker (vervolgens bisschop van Savannah)
- 1886–1896: Alfred Allen Paul Curtis
- 1897–1925: John James Joseph Monaghan
- 1925–1960: Edmond John Fitzmaurice
- 1960–1967: Michael William Hyle
- 1968–1984: Thomas Joseph Mardaga
- 1985–1995: Robert Edward Mulvee (vervolgens coadjutor van Providence)
- 1995–2008: Michael Angelo Saltarelli
- 2008–2021: William Francis Malooly
- 2021- : William Edward Koenig